# 来栖七郎

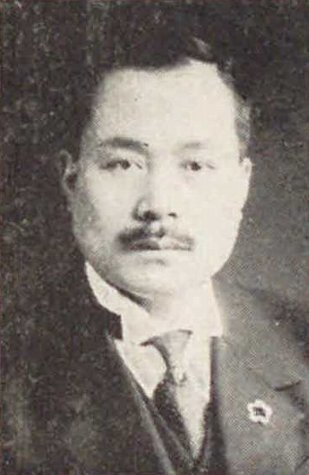
来栖七郎

来栖 七郎（くるす しちろう、1883年（明治16年）7月20日 - 1928年（昭和3年）5月24日）は、衆議院議員（立憲政友会）、ジャーナリスト。

## 経歴
茨城県北相馬郡北文間村（現在の龍ケ崎市）出身。日本法律学校を経て、東京政治学校を卒業。二六新報記者、同理事、帝国通信記者、自由通信社理事などを歴任。さらに殖民協会理事長を務めた。
1924年（大正13年）、第15回衆議院議員総選挙に出馬し、当選。第16回衆議院議員総選挙でも再選された。